# فيرجينيا بيتش مارينرز
فيرجينيا بيتش مارينرز هو نادي كرة قدم أمريكي أٌسس عام 1994. يلعب النادي في USL First Division ‏.